# European Volleyball League 2015 (damer)
European Volleyball League 2015 utspelade sig mellan 31 juli och 13 september 2015. Det var den sjunde upplagan av turneringen och sex landslag från CEV:s medlemsförbund deltog. Ungern vann tävlingen för första gången genom att besegra Turkiet i finalen. Renáta Sándor utsågs till bästa spelare.

## Regelverk

### Format
Tävlingen genomfördes i två rundor:
- I den första rundan spelade samtliga lag i en grupp där alla lag mötte alla andra lag både hemma och borta. De fyra första lagen gick vidare till slutspel
- Slutspelet genomfördes i cupformat med semifinaler och final där varje möte bestod av en hemmamatch och en bortamatch. Om bägge lagen fick lika många poäng avgjordes mötet med ett golden set.

### Rankningskriterier
Om slutresultatet blev 3-0 eller 3-1 tilldelades 3 poäng till det vinnande laget och 0 till det förlorande laget, om slutresultatet blev 3-2 tilldelades 2 poäng till det vinnande laget och 1 till det förlorande laget. 
Rankningsordningen definierades utifrån:
- Antal vunna matcher
- Poäng
- Kvot vunna / förlorade set
- Kvot vunna / förlorade poäng.
- Inbördes möten

## Deltagande lag
| Lag      | Turnering | Deltog senast                   |
| -------- | --------- | ------------------------------- |
| Georgien | Wild card | Debut                           |
| Grekland | Wild card | European Volleyball League 2014 |
| Israel   | Wild card | European Volleyball League 2013 |
| Polen    | Wild card | European Volleyball League 2014 |
| Turkiet  | Wild card | European Volleyball League 2014 |
| Ungern   | Wild card | European Volleyball League 2013 |

## Turneringen

### Gruppspel

#### Resultat
| 31 juli 2015 Metrowest Sport Palace, Ra'anana Speltid: 2h:16 - Åskådare: 500          | Israel   | 2 - 3 | Polen    | 25-20, 21-25, 25-22, 25-27, 10-15 |
| 1º augusti 2015 Metrowest Sport Palace, Ra'anana Speltid: 1h:27 - Åskådare: 500       | Israel   | 3 - 0 | Polen    | 25-23, 25-23, 25-19               |
| 30 juli 2015 Chalkiopoulio Sports Hall, Lamia Speltid: 1h:37 - Åskådare: 500          | Grekland | 0 - 3 | Turkiet  | 22-25, 23-25, 21-25               |
| 31 juli 2015 Chalkiopoulio Sports Hall, Lamia Speltid: 2h:10 - Åskådare: 500          | Grekland | 3 - 1 | Turkiet  | 27-25, 23-25, 25-22, 26-24        |
| 1º augusti 2015 Városi Sportcsarnok, Békéscsaba Speltid: 1h:05 - Åskådare: 800        | Ungern   | 3 - 0 | Georgien | 25-12, 25-15, 25-12               |
| 2 augusti 2015 Városi Sportcsarnok, Békéscsaba Speltid: 1h:01 - Åskådare: 600         | Ungern   | 3 - 0 | Georgien | 25-11, 25-12, 25-11               |
| 7 augusti 2015 Hala Widowiskowo-Sportowa, Kalisz Speltid: 2h:00 - Åskådare: 1 340     | Polen    | 3 - 2 | Grekland | 12-25, 25-18, 19-25, 25-22, 15-13 |
| 8 augusti 2015 Hala Widowiskowo-Sportowa, Kalisz Speltid: 1h:40 - Åskådare: 1 490     | Polen    | 1 - 3 | Grekland | 11-25, 23-25, 25-19, 18-25        |
| 8 augusti 2015 New Volleyball Arena, Tbilisi Speltid: 1h:10 - Åskådare: 200           | Georgien | 0 - 3 | Israel   | 21-25, 17-25, 20-25               |
| 9 augusti 2015 New Volleyball Arena, Tbilisi Speltid: 2h:04 - Åskådare: 100           | Georgien | 2 - 3 | Israel   | 27-29, 25-21, 16-25, 25-23, 10-15 |
| 7 augusti 2015 Başkent Voleybol Salonu, Ankara Speltid: 1h:13 - Åskådare: 750         | Turkiet  | 3 - 0 | Ungern   | 25-14, 25-14, 25-21               |
| 8 augusti 2015 Başkent Voleybol Salonu, Ankara Speltid: 1h:15 - Åskådare: 800         | Turkiet  | 3 - 0 | Ungern   | 26-24, 25-15, 25-10               |
| 15 augusti 2015 New Volleyball Arena, Tbilisi Speltid: 1h:16 - Åskådare: 150          | Georgien | 0 - 3 | Polen    | 22-25, 19-25, 22-25               |
| 16 augusti 2015 New Volleyball Arena, Tbilisi Speltid: 1h:35 - Åskådare: 150          | Georgien | 1 - 3 | Polen    | 14-25, 23-25, 25-20, 10-25        |
| 14 augusti 2015 Metrowest Sport Palace, Ra'anana Speltid: 2h:08 - Åskådare: 510       | Israel   | 3 - 2 | Turkiet  | 21-25, 25-22, 20-25, 25-23, 15-13 |
| 15 augusti 2015 Metrowest Sport Palace, Ra'anana Speltid: 1h:19 - Åskådare: 650       | Israel   | 0 - 3 | Turkiet  | 14-25, 21-25, 22-25               |
| 15 augusti 2015 Érd Aréna, Érd Speltid: 2h:01 - Åskådare: 600                         | Ungern   | 1 - 3 | Grekland | 25-21, 19-25, 23-25, 21-25        |
| 16 augusti 2015 Érd Aréna, Érd Speltid: 1h:53 - Åskådare: 700                         | Ungern   | 3 - 1 | Grekland | 25-15, 25-17, 22-25, 26-24        |
| 22 augusti 2015 İzmir Atatürk Voleybol Salonu, Izmir Speltid: 1h:18 - Åskådare: 950   | Turkiet  | 3 - 0 | Polen    | 25-19, 25-13, 25-18               |
| 23 augusti 2015 İzmir Atatürk Voleybol Salonu, Izmir Speltid: 1h:54 - Åskådare: 640   | Turkiet  | 3 - 1 | Polen    | 25-21, 23-25, 25-12, 25-14        |
| 22 augusti 2015 Érd Aréna, Érd Speltid: 1h:17 - Åskådare: 600                         | Ungern   | 3 - 0 | Israel   | 25-16, 25-11, 25-15               |
| 23 augusti 2015 Érd Aréna, Érd Speltid: 2h:04 - Åskådare: 800                         | Ungern   | 3 - 2 | Israel   | 25-15, 21-25, 25-14, 25-27, 15-7  |
| 21 augusti 2015 Indoor Sports Hall, Megalopolis Speltid: 1h:04 - Åskådare: 980        | Grekland | 3 - 0 | Georgien | 25-12, 25-16, 25-11               |
| 22 augusti 2015 Indoor Sports Hall, Megalopolis Speltid: 1h:04 - Åskådare: 810        | Grekland | 3 - 0 | Georgien | 25-14, 25-17, 25-9                |
| 28 augusti 2015 Hala OSiR II, Zawiercie Speltid: 1h:20 - Åskådare: 1 000              | Polen    | 0 - 3 | Ungern   | 13-25, 21-25, 18-25               |
| 29 augusti 2015 Hala OSiR II, Zawiercie Speltid: 1h:38 - Åskådare: 900                | Polen    | 1 - 3 | Ungern   | 19-25, 25-15, 13-25, 18-25        |
| 29 augusti 2015 İzmir Atatürk Voleybol Salonu, Izmir Speltid: 1h:07 - Åskådare: 1 200 | Turkiet  | 3 - 0 | Georgien | 25-8, 25-14, 25-17                |
| 30 augusti 2015 İzmir Atatürk Voleybol Salonu, Izmir Speltid: 1h:00 - Åskådare: 950   | Turkiet  | 3 - 0 | Georgien | 25-13, 25-11, 25-12               |
| 28 augusti 2015 Metrowest Sport Palace, Ra'anana Speltid: 1h:24 - Åskådare: 394       | Israel   | 0 - 3 | Grekland | 20-25, 20-25, 20-25               |
| 29 augusti 2015 Metrowest Sport Palace, Ra'anana Speltid: 2h:20 - Åskådare: 492       | Israel   | 3 - 2 | Grekland | 25-21, 23-25, 26-24, 19-25, 15-10 |

#### Sluttabell
| Pos... | Lag      | Pt | M  | V | F  | SV | SF | Kvot  | PV  | PV  | Kvot  |
| ------ | -------- | -- | -- | - | -- | -- | -- | ----- | --- | --- | ----- |
| 1      | Turkiet  | 25 | 10 | 8 | 2  | 27 | 7  | 3.857 | 828 | 625 | 1.324 |
| 2      | Ungern   | 20 | 10 | 7 | 3  | 22 | 13 | 1.692 | 785 | 658 | 1.193 |
| 3      | Grekland | 20 | 10 | 6 | 4  | 23 | 15 | 1.533 | 871 | 777 | 1.121 |
| 4      | Israel   | 14 | 10 | 5 | 5  | 19 | 21 | 0.904 | 830 | 884 | 0.938 |
| 5      | Polen    | 10 | 10 | 4 | 6  | 15 | 23 | 0.652 | 766 | 851 | 0.900 |
| 6      | Georgien | 1  | 10 | 0 | 10 | 3  | 30 | 0.100 | 523 | 808 | 0.647 |

### Slutspel

#### Semifinaler

##### Match 1
| 3 september 2015 Metrowest Sport Palace, Ra'anana Speltid: 1h:16 - Åskådare: 450 | Israel   | 0 - 3 | Turkiet | 15-25, 18-25, 20-25               |
| 3 september 2015 Indoor Sports Hall, Megalopolis Speltid: - Åskådare:            | Grekland | 2 - 3 | Ungern  | 24-26, 19-25, 25-22, 25-23, 11-15 |

##### Match 2
| 6 september 2015 İzmir Atatürk Voleybol Salonu, Izmir Speltid: 1h:21 - Åskådare: 1 200 | Turkiet  | 3 - 0 | Israel | 25-10, 25-21, 25-19        |
| 6 september 2015 Szombathely Sports Hall, Szombathely Speltid: 1h:46 - Åskådare: 650   | Grekland | 3 - 1 | Ungern | 22-25, 25-19, 25-11, 25-17 |

#### Final

##### Match 1
| 10 september 2015 Érd Aréna, Érd Speltid: 1h:36 - Åskådare: 1 700 | Ungern | 3 - 0 | Turkiet | 25-23, 25-23, 25-21 |

##### Match 2
| 13 september 2015 İzmir Atatürk Voleybol Salonu, Izmir Speltid: 2h:02 - Åskådare: 4 100 | Turkiet | 3 - 1 | Ungern | 23-25, 25-21, 25-21, 25-18 Golden set: 13-15 |

## Slutplaceringar
| Pos | Lag      |
| --- | -------- |
|     | Ungern   |
|     | Turkiet  |
| 3   | Grekland |
| 3   | Israel   |
| 5   | Polen    |
| 6   | Georgien |